# Scina vosseleri
Scina vosseleri är en kräftdjursart som beskrevs av Tattersall 1906. Scina vosseleri ingår i släktet Scina och familjen Scinidae. Inga underarter finns listade i Catalogue of Life.